# Acraea anomala
Acraea anomala är en fjärilsart som beskrevs av Vincenz Kollar 1848. Acraea anomala ingår i släktet Acraea och familjen praktfjärilar. Inga underarter finns listade i Catalogue of Life.